# Parafia św. Wojciecha w Trześni
Parafia św. Wojciecha w Trześni – parafia rzymskokatolicka, znajdująca się w diecezji tarnowskiej, w dekanacie Mielec Południe.